# Oktoberroser
Oktoberroser er en dansk film fra 1946 instrueret og med manuskript af Charles Tharnæs.

## Handling
En ægtemand fristes til udenomsving, giver efter, for så at kæmpe med sig selv og sin samvittighed. Børnene er loddet i vægtskålen, dem, der til sidst får ham til at blive i ægteskabet, selvom han så skal svigte kvinden, der for en stund forsødede hans tilværelse uden for de hjemlige enemærker.

## Vurdering
Et meget følsomt og dramatisk velspillet trekantsdrama om hverdagens små skæbner på et tilfældigt kontor, indspillet i sommeren 1945 lige efter befrielsen, der trods sine fine skuespilpræstationer (frem for alt de to centrale kvindelige hovedrolleindehavere) ikke blev nogen speciel stor publikumssucces. Det er dog alligevel en gribende realistisk film om ensomheden i storbyen og selvofrende afkald på kærligheden, måske denne noget dystre atmosfære så kort efter den glædelige afslutning på besættelsen, betød at filmen hurtigt blev glemt.[kilde mangler]
En genopdagelse i dag er den nu bestemt værd, ikke mindst på grund af en troværdig ægthed i de stærke karakterskildringer, hvor især Karin Nellemose formår en nærmest smertelig virkelighed i rollen som pebermøen frk. Frandsen, der nok må tangere som hørende blandt hendes fornemste på film. Som de to damers beklemte kollega på kontoret, slipper Asbjørn Andersen (med håbefuldt øje til frk. Frandsen) hæderligt fra sin karakters noget groteske forklædning, godt gemt bag make-up og falske tænder.

## Medvirkende
Blandt de medvirkende kan nævnes:
- Karin Nellemose
- Ingeborg Brams
- Sigfred Johansen
- Randi Michelsen
- Lily Weiding
- Asbjørn Andersen
- Bjørn Watt Boolsen
- Aage Fønss
- Karen Berg
- Lis Løwert
- Per Buckhøj
- Henry Nielsen